# مسجد خسروآباد گروس
مسجد خسروآباد گروس مربوط به دوره زندیه - دوره قاجار است و در شهرستان بیجار، روستای خسروآباد واقع شده است. این اثر در تاریخ ۲۵ اسفند ۱۳۷۸ با شمارهٔ ثبت ۲۶۰۷ به‌عنوان یکی از آثار ملی ایران به ثبت رسیده است.